# Izbiceni (gmina)
Izbiceni – gmina w Rumunii, w okręgu Aluta. Obejmuje tylko jedną miejscowość Izbiceni. W 2011 roku liczyła 4807 mieszkańców.